# Thraupis
A Thraupis  a madarak osztályának verébalakúak (Passeriformes) rendjébe és a tangarafélék (Thraupidae) családjába tartozó nem. Egyes szervezetek a Tangara nembe sorolják ezeket a fajokat is.

## Rendszerezésük
A nemet Friedrich Boie német ornitológus írta le 1826-ban, az alábbi fajok tartoznak ide:
- szürkéskék szajáka (Thraupis episcopus[1] vagy Tangara episcopus[2])
- kék szajáka (Thraupis sayaca[1] vagy Tangara sayaca[2])
- hamvas szajáka (Thraupis glaucocolpa[1] vagy Tangara glaucocolpa[2])
- kékvállú szajáka (Thraupis cyanoptera[1] vagy Tangara cyanoptera[2])
- sárgaszárnyú szajáka (Thraupis abbas[1] vagy Tangara abbas[2])
- aranyvállú szajáka (Thraupis ornata[1] vagy Tangara ornata[2])
- zöldes szajáka (Thraupis palmarum[1] vagy Tangara palmarum[2])